# Französische Rugby-Union-Meisterschaft 1951/52
Die Saison 1951/52 war die 53. Austragung der französischen Rugby-Union-Meisterschaft (französisch Championnat de France de rugby à XV). Sie umfasste 64 Mannschaften in der ersten Division (heutige Top 14).
Die Meisterschaft begann mit einer zweiteiligen Gruppenphase. In der ersten Runde trafen in acht Gruppen je acht Mannschaften aufeinander. Es qualifizierten sich jeweils die Erst- bis Viertplatzierten für die zweite Runde. In dieser gab es acht Gruppen mit je vier Mannschaften. Nun qualifizierten sich jeweils die Erst- und Zweitplatzierten für die Finalphase. Es folgten Achtel-, Viertel- und Halbfinale. Im Endspiel, das am 4. Mai 1952 im Stadium Municipal in Toulouse stattfand, trafen die zwei Halbfinalsieger aufeinander und spielten um den Bouclier de Brennus. Dabei setzte sich der FC Lourdes gegen die USA Perpignan durch und errang zum zweiten Mal den Meistertitel. Absteiger gab es keine.

## Gruppenphase

### Erste Runde
|    | Team               | Siege | Unent. | Ndlg. | Spiel- punkte | Diff. | Tabellen- punkte |
| -- | ------------------ | ----- | ------ | ----- | ------------- | ----- | ---------------- |
| 1. | SC Mazamet         | 5     | 1      | 1     | 66:29         | + 37  | 18               |
| 2. | USA Perpignan      | 4     | 2      | 1     | 59:26         | + 33  | 17               |
| 3. | SC Graulhet        | 5     | 0      | 2     | 38:42         | − 4   | 17               |
| 4. | Castres Olympique  | 4     | 0      | 3     | 54:35         | + 19  | 15               |
| 5. | US Carmaux         | 2     | 3      | 2     | 47:21         | + 26  | 14               |
| 6. | Stade Lavelanétien | 2     | 2      | 3     | 44:35         | + 9   | 13               |
| 7. | Céret Sportif      | 0     | 3      | 4     | 18:77         | − 59  | 10               |
| 8. | US Côte-Vermeille  | 0     | 1      | 6     | 23:84         | − 61  | 8                |

|    | Team                 | Siege | Unent. | Ndlg. | Spiel- punkte | Diff. | Tabellen- punkte |
| -- | -------------------- | ----- | ------ | ----- | ------------- | ----- | ---------------- |
| 1. | Section Paloise      | 4     | 3      | 0     | 71:26         | + 45  | 18               |
| 2. | Stadoceste Tarbais   | 5     | 0      | 2     | 51:21         | + 30  | 17               |
| 3. | Biarritz Olympique   | 4     | 2      | 1     | 47:32         | + 15  | 17               |
| 4. | AS Soustons          | 4     | 2      | 1     | 26:21         | + 5   | 17               |
| 5. | US Tyrosse           | 3     | 1      | 3     | 44:39         | + 5   | 14               |
| 6. | Saint-Jean-de-Luz OR | 2     | 1      | 4     | 35:56         | − 21  | 12               |
| 7. | US Marmande          | 1     | 0      | 6     | 25:47         | − 22  | 9                |
| 8. | Boucau Stade         | 0     | 1      | 6     | 15:72         | − 57  | 8                |

|    | Team                  | Siege | Unent. | Ndlg. | Spiel- punkte | Diff. | Tabellen- punkte |
| -- | --------------------- | ----- | ------ | ----- | ------------- | ----- | ---------------- |
| 1. | RC Vichy              | 5     | 1      | 1     | 61:32         | + 29  | 18               |
| 2. | Stade Niortais        | 5     | 1      | 1     | 44:30         | + 14  | 18               |
| 3. | AS Montferrand        | 4     | 2      | 1     | 67:31         | + 36  | 17               |
| 4. | AS Roanne             | 3     | 1      | 3     | 41:36         | + 5   | 14               |
| 5. | Racing Club de France | 3     | 1      | 3     | 64:59         | + 5   | 14               |
| 6. | USA Limoges           | 3     | 0      | 4     | 40:64         | − 24  | 13               |
| 7. | AS Bort-les-Orgues    | 0     | 3      | 4     | 24:52         | − 28  | 10               |
| 8. | CASG Paris            | 0     | 1      | 6     | 32:69         | − 37  | 8                |

|    | Team                  | Siege | Unent. | Ndlg. | Spiel- punkte | Diff. | Tabellen- punkte |
| -- | --------------------- | ----- | ------ | ----- | ------------- | ----- | ---------------- |
| 1. | FC Grenoble           | 6     | 0      | 1     | 74:21         | + 53  | 19               |
| 2. | CO Le Creusot         | 5     | 0      | 2     | 66:22         | + 44  | 17               |
| 3. | CS Vienne             | 5     | 0      | 2     | 63:20         | + 43  | 17               |
| 4. | Paris Université Club | 4     | 0      | 3     | 39:39         | ± 0   | 15               |
| 5. | US Bressane           | 4     | 0      | 3     | 38:44         | − 6   | 15               |
| 6. | Lyon OU               | 2     | 0      | 5     | 45:35         | + 10  | 11               |
| 7. | Stade Dijonnais       | 1     | 0      | 6     | 15:75         | − 60  | 9                |
| 8. | US Métro              | 1     | 0      | 6     | 25:109        | − 84  | 9                |

|    | Team              | Siege | Unent. | Ndlg. | Spiel- punkte | Diff. | Tabellen- punkte |
| -- | ----------------- | ----- | ------ | ----- | ------------- | ----- | ---------------- |
| 1. | Stade Montois     | 9     | 3      | 2     | 55:22         | + 33  | 20               |
| 2. | Stade Toulousain  | 9     | 2      | 3     | 86:46         | + 40  | 17               |
| 3. | US Montauban      | 8     | 2      | 4     | 48:44         | + 4   | 16               |
| 4. | SC Albi           | 7     | 3      | 4     | 27:36         | − 9   | 13               |
| 5. | SC Tulle          | 5     | 2      | 7     | 27:29         | − 2   | 13               |
| 6. | CA Brive          | 5     | 1      | 8     | 31:39         | − 8   | 13               |
| 7. | Stade Aurillacois | 3     | 2      | 9     | 30:56         | − 26  | 11               |
| 8. | FC Auch           | 1     | 3      | 10    | 29:61         | − 32  | 9                |

|    | Team            | Siege | Unent. | Ndlg. | Spiel- punkte | Diff. | Tabellen- punkte |
| -- | --------------- | ----- | ------ | ----- | ------------- | ----- | ---------------- |
| 1. | US Cognac       | 4     | 3      | 0     | 56:15         | + 41  | 18               |
| 2. | Stade Rochelais | 4     | 3      | 0     | 37:9          | + 28  | 18               |
| 3. | CA Bègles       | 3     | 3      | 1     | 61:34         | + 27  | 16               |
| 4. | CA Périgueux    | 4     | 1      | 2     | 36:14         | + 22  | 16               |
| 5. | SC Angoulême    | 4     | 1      | 2     | 45:21         | + 24  | 16               |
| 6. | Stade Nantais   | 1     | 2      | 4     | 9:34          | − 25  | 11               |
| 7. | US Tours        | 1     | 0      | 6     | 12:80         | − 68  | 9                |
| 8. | UA Libourne     | 0     | 1      | 6     | 14:63         | − 49  | 8                |

|    | Team             | Siege | Unent. | Ndlg. | Spiel- punkte | Diff. | Tabellen- punkte |
| -- | ---------------- | ----- | ------ | ----- | ------------- | ----- | ---------------- |
| 1. | FC Lourdes       | 5     | 2      | 0     | 87:20         | + 67  | 19               |
| 2. | SU Agen          | 5     | 1      | 1     | 50:8          | + 42  | 18               |
| 3. | US Dax           | 5     | 1      | 1     | 34:15         | + 19  | 18               |
| 4. | Aviron Bayonnais | 3     | 1      | 3     | 48:42         | + 6   | 14               |
| 5. | Stade Bagnérais  | 3     | 0      | 4     | 45:57         | − 12  | 13               |
| 6. | US Bergerac      | 3     | 0      | 4     | 36:58         | − 22  | 13               |
| 7. | Stade Bordelais  | 1     | 0      | 6     | 17:76         | − 59  | 9                |
| 8. | FC Oloron        | 0     | 1      | 6     | 28:69         | − 41  | 8                |

|    | Team              | Siege | Unent. | Ndlg. | Spiel- punkte | Diff. | Tabellen- punkte |
| -- | ----------------- | ----- | ------ | ----- | ------------- | ----- | ---------------- |
| 1. | AS Béziers        | 5     | 1      | 1     | 66:18         | + 48  | 18               |
| 2. | RC Narbonne       | 4     | 2      | 1     | 70:29         | + 41  | 17               |
| 3. | RC Toulon         | 4     | 2      | 1     | 51:36         | + 15  | 17               |
| 4. | US Romans         | 4     | 0      | 3     | 64:40         | + 24  | 15               |
| 5. | UMS Montélimar    | 3     | 2      | 2     | 17:17         | ± 0   | 15               |
| 6. | Valence Sportif   | 2     | 1      | 4     | 27:44         | − 17  | 12               |
| 7. | La Voulte Sportif | 1     | 0      | 6     | 20:69         | − 49  | 9                |
| 8. | RC Chalon         | 1     | 0      | 6     | 32:94         | − 62  | 9                |

### Zweite Runde
|    | Team             | Siege | Unent. | Ndlg. | Spiel- punkte | Diff. | Tabellen- punkte |
| -- | ---------------- | ----- | ------ | ----- | ------------- | ----- | ---------------- |
| 1. | Stade Montois    | 3     | 0      | 0     | 28:11         | + 17  | 9                |
| 2. | CA Bègles        | 1     | 1      | 1     | 17:9          | + 8   | 6                |
| 3. | US Dax           | 1     | 1      | 1     | 38:28         | + 10  | 6                |
| 4. | Aviron Bayonnais | 0     | 0      | 3     | 12:47         | − 35  | 3                |

|    | Team              | Siege | Unent. | Ndlg. | Spiel- punkte | Diff. | Tabellen- punkte |
| -- | ----------------- | ----- | ------ | ----- | ------------- | ----- | ---------------- |
| 1. | FC Lourdes        | 3     | 0      | 0     | 109:12        | + 97  | 9                |
| 2. | Castres Olympique | 2     | 0      | 1     | 28:17         | + 11  | 7                |
| 3. | AS Soustons       | 1     | 0      | 2     | 19:91         | − 72  | 5                |
| 4. | US Montauban      | 0     | 0      | 3     | 12:48         | − 36  | 3                |

|    | Team           | Siege | Unent. | Ndlg. | Spiel- punkte | Diff. | Tabellen- punkte |
| -- | -------------- | ----- | ------ | ----- | ------------- | ----- | ---------------- |
| 1. | USA Perpignan  | 3     | 0      | 0     | 57:14         | + 43  | 9                |
| 2. | AS Montferrand | 2     | 0      | 1     | 40:21         | + 19  | 7                |
| 3. | FC Grenoble    | 1     | 0      | 2     | 6:27          | − 21  | 5                |
| 4. | AS Roanne      | 0     | 0      | 3     | 9:50          | − 41  | 3                |

|    | Team               | Siege | Unent. | Ndlg. | Spiel- punkte | Diff. | Tabellen- punkte |
| -- | ------------------ | ----- | ------ | ----- | ------------- | ----- | ---------------- |
| 1. | Section Paloise    | 2     | 1      | 0     | 41:15         | + 26  | 8                |
| 2. | Stade Toulousain   | 2     | 0      | 1     | 23:27         | − 4   | 7                |
| 3. | SC Graulhet        | 1     | 1      | 1     | 16:18         | − 2   | 6                |
| 4. | Biarritz Olympique | 0     | 0      | 3     | 18:38         | − 20  | 3                |

|    | Team          | Siege | Unent. | Ndlg. | Spiel- punkte | Diff. | Tabellen- punkte |
| -- | ------------- | ----- | ------ | ----- | ------------- | ----- | ---------------- |
| 1. | RC Narbonne   | 3     | 0      | 0     | 26:11         | + 15  | 9                |
| 2. | AS Béziers    | 2     | 0      | 1     | 41:9          | + 32  | 7                |
| 3. | CO Le Creusot | 0     | 1      | 2     | 8:28          | − 20  | 4                |
| 4. | SC Albi       | 0     | 1      | 2     | 9:36          | − 27  | 4                |

|    | Team                  | Siege | Unent. | Ndlg. | Spiel- punkte | Diff. | Tabellen- punkte |
| -- | --------------------- | ----- | ------ | ----- | ------------- | ----- | ---------------- |
| 1. | SU Agen               | 3     | 0      | 0     | 29:10         | + 19  | 9                |
| 2. | Paris Université Club | 1     | 0      | 2     | 17:26         | − 9   | 5                |
| 3. | US Cognac             | 1     | 0      | 2     | 13:17         | − 4   | 5                |
| 4. | Stadoceste Tarbais    | 1     | 0      | 2     | 14:20         | − 6   | 5                |

|    | Team            | Siege | Unent. | Ndlg. | Spiel- punkte | Diff. | Tabellen- punkte |
| -- | --------------- | ----- | ------ | ----- | ------------- | ----- | ---------------- |
| 1. | SC Mazamet      | 2     | 0      | 1     | 32:3          | + 29  | 7                |
| 2. | CA Périgueux    | 1     | 1      | 1     | 6:10          | − 4   | 6                |
| 3. | Stade Rochelais | 1     | 1      | 1     | 10:12         | − 2   | 6                |
| 4. | Stade Niortais  | 0     | 2      | 1     | 0:23          | − 23  | 5                |

|    | Team      | Siege | Unent. | Ndlg. | Spiel- punkte | Diff. | Tabellen- punkte |
| -- | --------- | ----- | ------ | ----- | ------------- | ----- | ---------------- |
| 1. | RC Vichy  | 2     | 0      | 1     | 14:36         | − 22  | 7                |
| 2. | RC Toulon | 1     | 1      | 1     | 28:6          | + 22  | 6                |
| 3. | US Romans | 1     | 1      | 1     | 17:12         | + 5   | 6                |
| 4. | CS Vienne | 1     | 0      | 2     | 12:17         | − 5   | 5                |

## Finalphase

### Achtelfinale
| Datum         | Begegnung                          | Ergebnis |
| ------------- | ---------------------------------- | -------- |
| 13. Apr. 1952 | FC Lourdes – Paris Université Club | 11:03    |
| 13. Apr. 1952 | RC Vichy – AS Béziers              | 14:12    |
| 13. Apr. 1952 | Stade Montois – Stade Toulousain   | 05:0     |
| 13. Apr. 1952 | Castres Olympique – RC Narbonne    | 03:0     |
| 13. Apr. 1952 | USA Perpignan – CA Bègles          | 12:05    |
| 13. Apr. 1952 | CA Périgueux – AS Montferrand      | 03:0     |
| 13. Apr. 1952 | SU Agen – RC Toulon                | 09:03    |
| 13. Apr. 1952 | Section Paloise – SC Mazamet       | 11:03    |

### Viertelfinale
| Datum         | Begegnung                         | Ergebnis |
| ------------- | --------------------------------- | -------- |
| 20. Apr. 1952 | FC Lourdes – RC Vichy             | 12:9     |
| 20. Apr. 1952 | Stade Montois – Castres Olympique | 14:8     |
| 20. Apr. 1952 | USA Perpignan – CA Périgueux      | 05:0     |
| 20. Apr. 1952 | SU Agen – Section Paloise         | 08:0     |

### Halbfinale
| Datum         | Begegnung                  | Ergebnis |
| ------------- | -------------------------- | -------- |
| 27. Apr. 1952 | FC Lourdes – Stade Montois | 10:0     |
| 27. Apr. 1952 | USA Perpignan – SU Agen    | 11:8     |

### Finale
| 4. Mai 1952 | FC Lourdes | 20 : 11       | USA Perpignan                                                                           | Stadium Municipal, Toulouse Zuschauer: 32.500 Schiedsrichter: Roger Taddeï |
| 4. Mai 1952 | Versuche: Manterola (1) Labazuy (1) Crabe (1) M. Prat (1) Estrade (1) Erhöhungen: J. Prat (1) Straftritte: Prat (1) | (6:8) Bericht | Versuche: Grau (1) Galy (1) Cazenave (1) Erhöhungen: Guasch (1) Straftritte: Guasch (1) | Stadium Municipal, Toulouse Zuschauer: 32.500 Schiedsrichter: Roger Taddeï |

Aufstellungen
FC Lourdes: Jean-Roger Bourdeu, Eugène Buzy, Henri Claverie, Jacques Crabe, Jean Estrade, Louis Guinle, Antoine Labazuy, François Labazuy, Thomas Manterola, Roger Martine, Jean Prat, Maurice Prat, Daniel Saint-Pastous, Edouard Salsé, Raoul Saurat
USA Perpignan: Jacques Bergue, Noël Brazès, René Cazeilles, Joseph Conill, Elie Delonca, Roger Furcade, Joseph Galy, François Grau, José Guasch, Sylvain Menichelli, René Parisé, Gérard Roucariès, Gaston Rous, André Sanac, Serge Torreilles